# Nagylózs
Nagylózs (deutsch Losing) ist eine ungarische Gemeinde im Kreis Sopron im Komitat Győr-Moson-Sopron.

## Geografische Lage
Nagylózs liegt ungefähr 20 Kilometer südöstlich der Stadt Sopron und ein Kilometer südlich des Flusses Ikva. Nachbargemeinden sind Pinnye und Sopronkövesd.

## Geschichte
Nagylózs wurde bereits 1264 schriftlich erwähnt.

## Sehenswürdigkeiten
- Dorfmuseum (Falumúzeum)
- Römisch-katholische Kirche Szent Lőrinc, erbaut 1713 (Barock)
- Römisch-katholische Friedhofskapelle Szent István, ursprünglich im 13. Jahrhundert erbaut, später erweitert
- Schloss Solymosy (Solymosy-kastély)
- Standbild des Heiligen Florian (Szent Flórián szobor), erbaut in den 1740er Jahren
- Volkskundliche Sammlung (Néprajzi Magángyűjtemény)

## Verkehr
Durch Nagylózs verläuft die Landstraße Nr. 8628. Die nächstgelegenen Bahnhöfe befinden sich nördlich in Pinnye und südwestlich in Sopronkövesd.

## Bilder

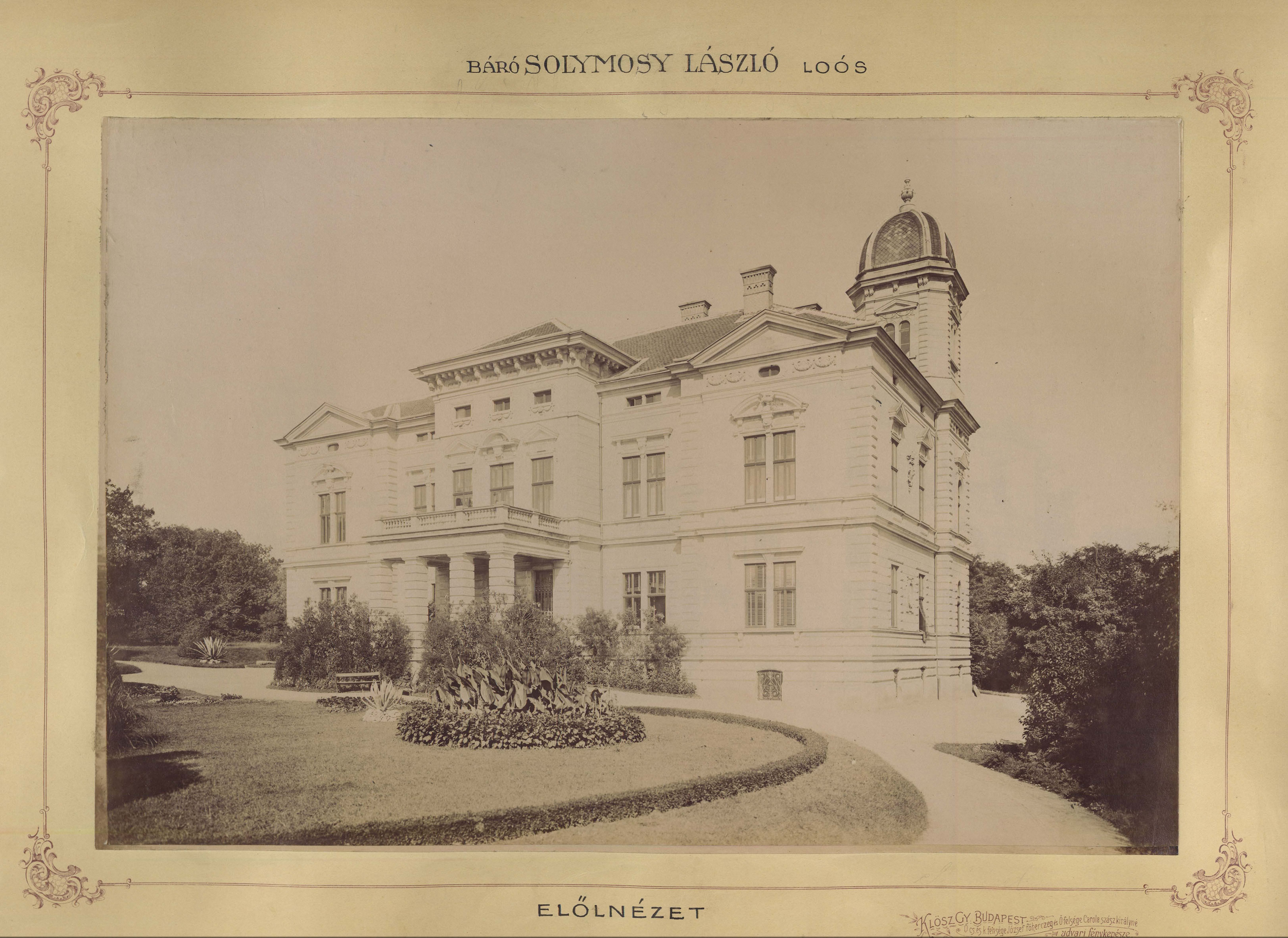
Schloss Solymosy (Aufnahme der 1890er Jahre)
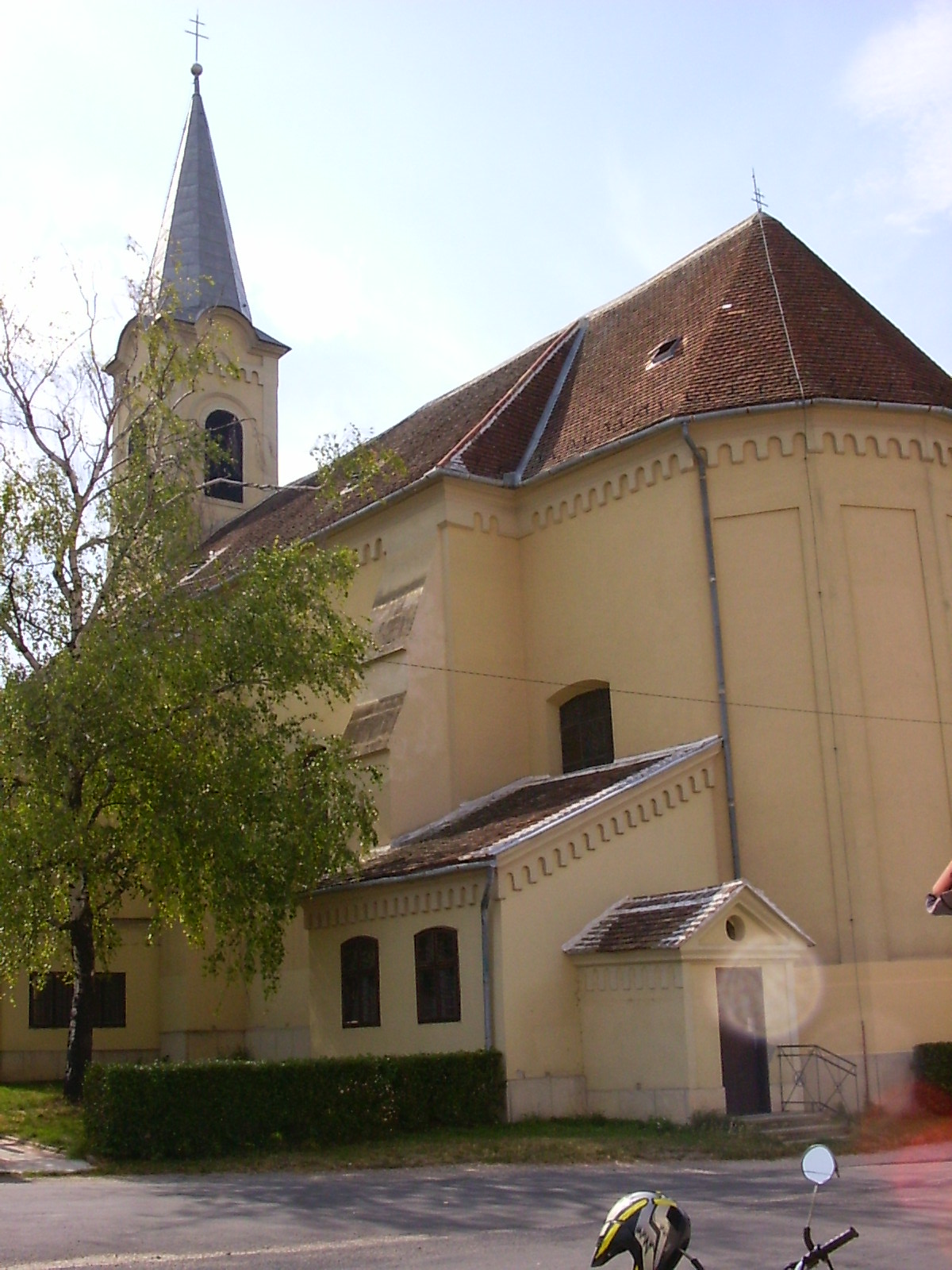
Römisch-katholische Kirche Szent Lőrinc
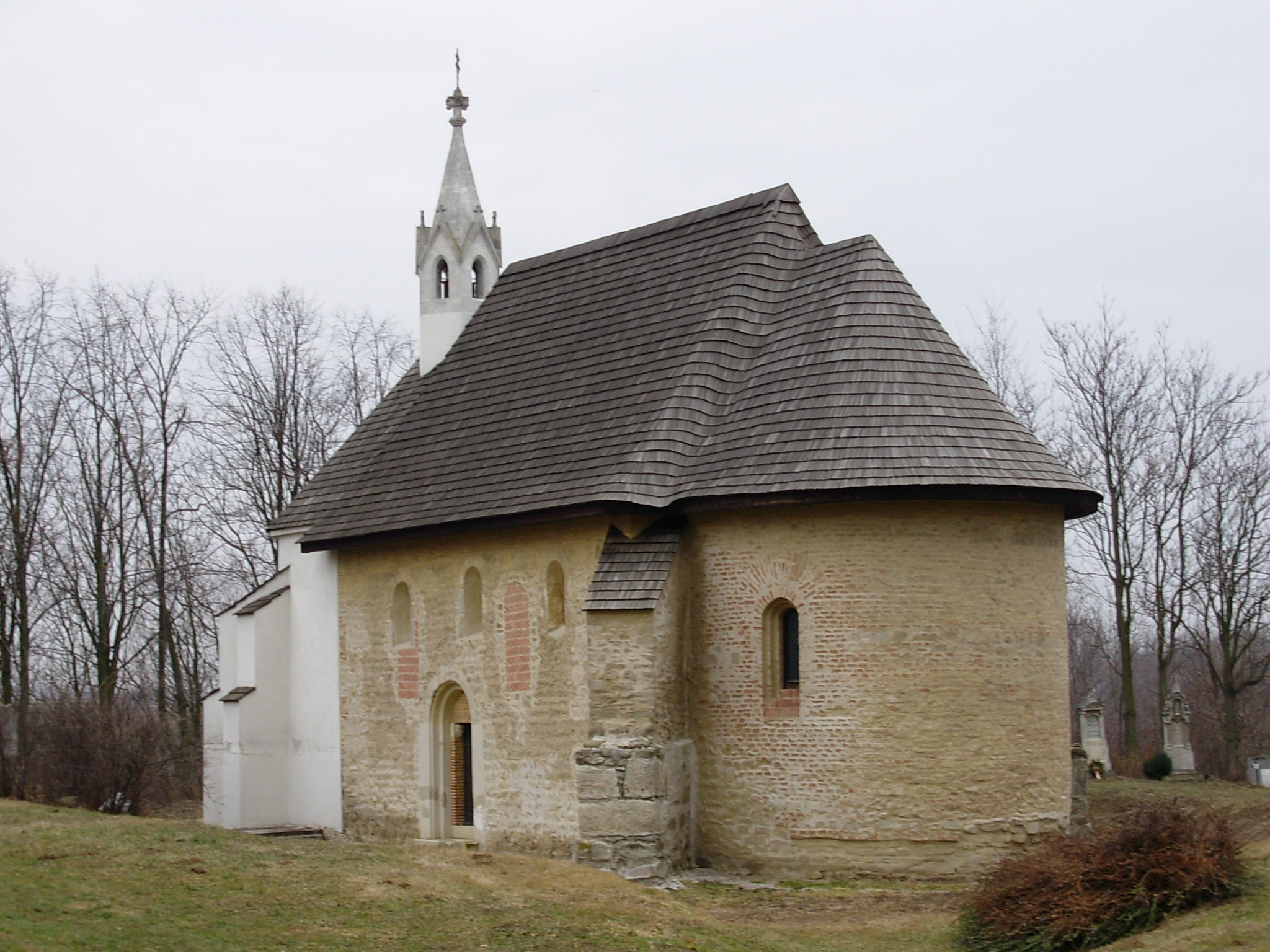
Römisch-katholische Friedhofskapelle Szent István